# Língua jaunsari
Jaunsari é uma língua pahari ocidental da família das Indo-Ariana falada pelo povo Jaunsari do norte da Índia. Seus falantes estão nos blocos Chakrata e Kalsi do distrito de Dehradun na Região de Garhwal do estado de Uttarakhand.

## Escrita
A escrita nativa do idioma é uma variedade da  escrita takri, a qual está sob proposta para ser codificada em Unicode.
A classe sacerdotal usava a escrita Bogoi. Hoje em dia, a escrita Devanágari também é usada para escrever.

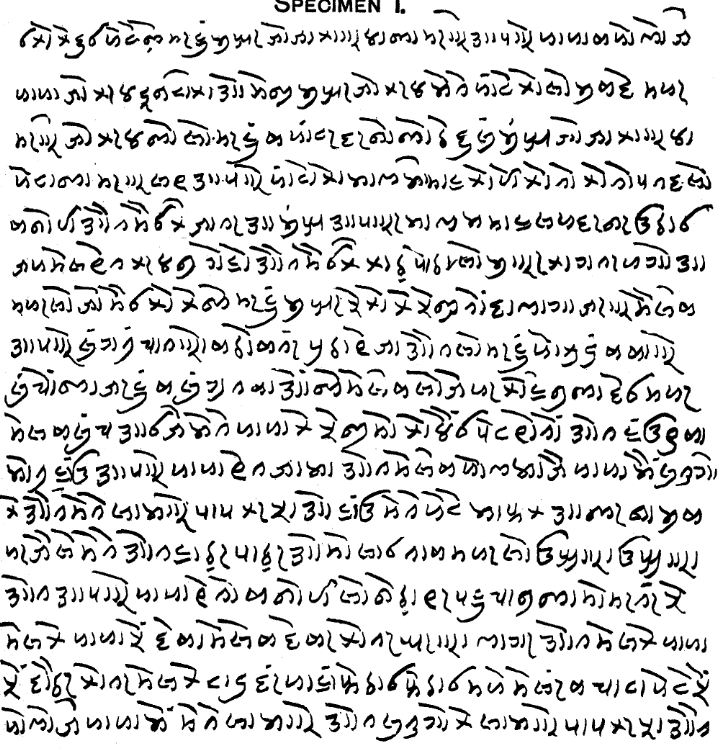
Amostra de escrita Jaunsari Takri

## Situação
A língua não tem status oficial. De acordo com a UNESCO, está numa categoria de língua definitivamente ameaçada, ou seja, muitas crianças Jaunsari não estão mais aprendendo-a como sua língua materna. The Ethnologue reports otherwise.
Em 2016, o Conselho Estadual de Pesquisa e Treinamento Educacional (SCERT) anunciou que as línguas Garhwali, Kumaoni, Jaunsari e Rang seriam introduzidas em uma base piloto para alunos do padrão 1-10 em escolas públicas sob o projeto ‘Conheça seu Uttarakhand’.

## Amostra de texto
Mateus 1:1-4
1.	इबराईमअ के बंसज दाऊद के बेटा ईसा मसी की खान्दान एजी अ।
2.	इबराईमअ का बेटा इसाक ता अर इसाकअ का बेटा याकूब ता अर याकूब से यऊदा अर तेसके बाई पईदा अणे।
3.	यऊदा के बेटे फिरिस अर जोअर ते अर तिऊँकी ईजी तामार ती। फिरिस का बेटा ईसरोन अर ईसरोन का बेटा राम ता।
4.	अर रामअ का बेटा अमीनादाब अर अमीनादाबअ का बेटा नसोन अर नसोन का बेटा सलमोन ता।
Transliteração
1.	Ibarāīm'a ke baṅsaj dāūd ke beṭā īsā masī kī khāndān ejī a.
2.	Ibarāīm'a kā beṭā isāk tā ar isāk'a kā beṭā yākūb tā ar yākūb se yaūdā ar teske bāī paīdā aṇe.
3.	Yaūdā ke beṭe phiris ar joar te ar tiūṅkī ījī tāmār tī. Phiris kā beṭā īsron ar īsron kā beṭā rām tā.
4.	Ar rām'a kā beṭā amīnādāb ar amīnādāb'a kā beṭā nason ar nason kā beṭā salmon tā.
Português
1.	1. O livro da geração de Jesus Cristo, filho de Davi, filho de Abraão.
2.	2. Abraão gerou Isaque; e Isaac gerou Jacó; e Jacó gerou Judas e seus irmãos;
3.	3. E Judas gerou Phares e Zara de Tamar; e Phares gerou Esrom; e Esrom gerou Aram;
4.	4. E Aram gerou Aminadabe; e Aminadab gerou Naasson; e Naasson gerou Salmon<ref> [hhttps://play.google.com/store/apps/details?id=org.ips.srxbible.jaunsari Google.com]